# 梁顯利油麻地社區中心

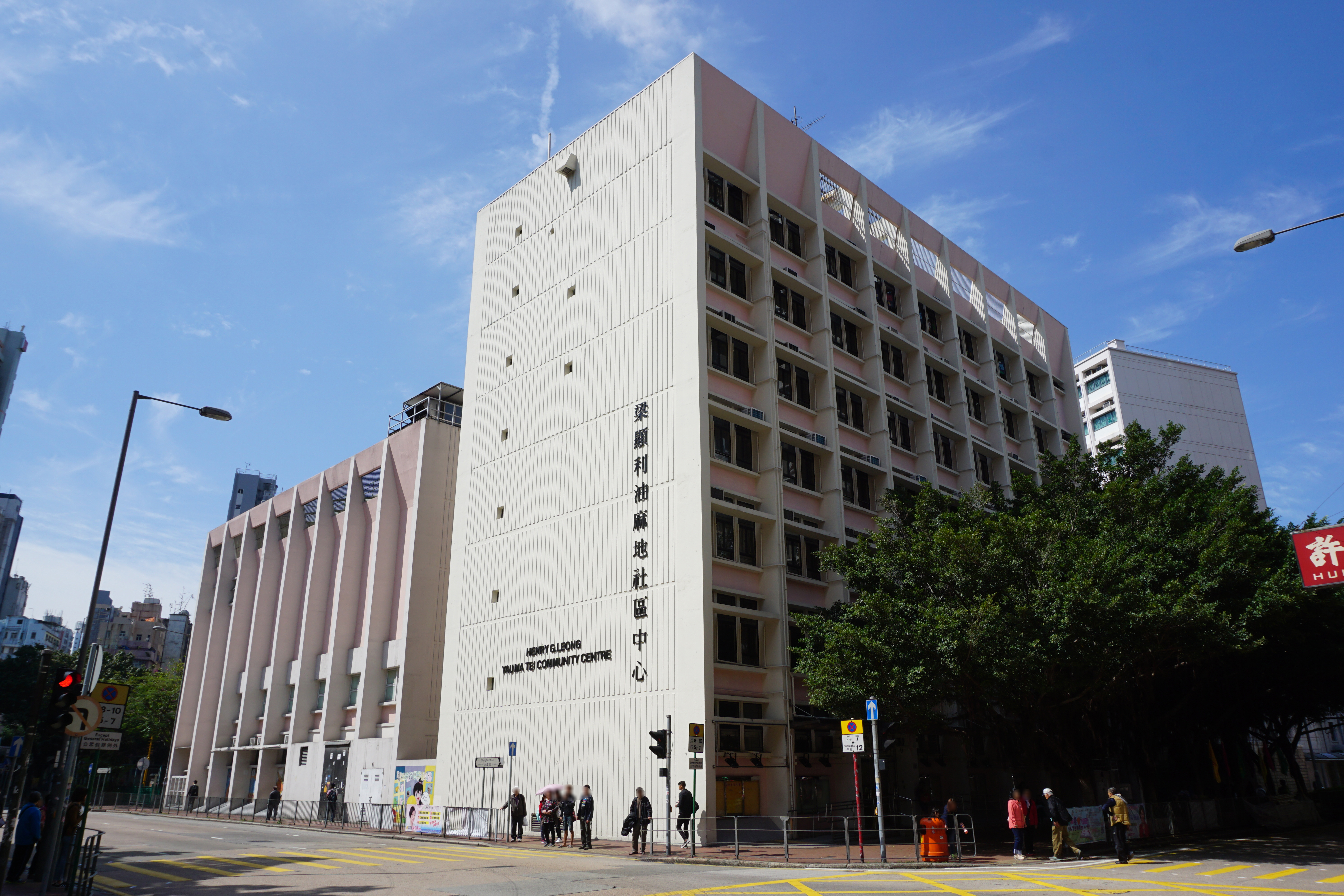
中心東北面

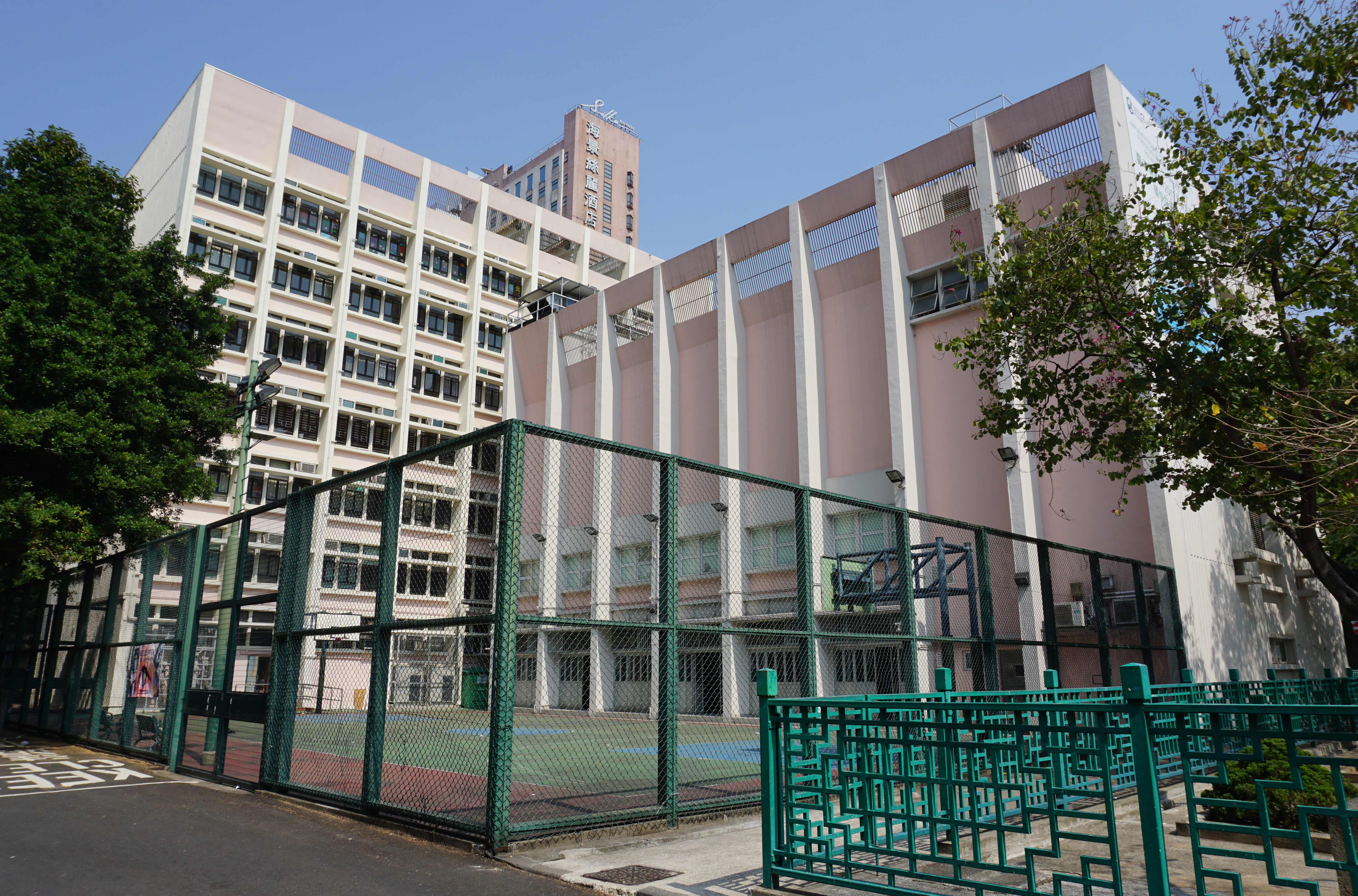
中心西南面設有籃球場

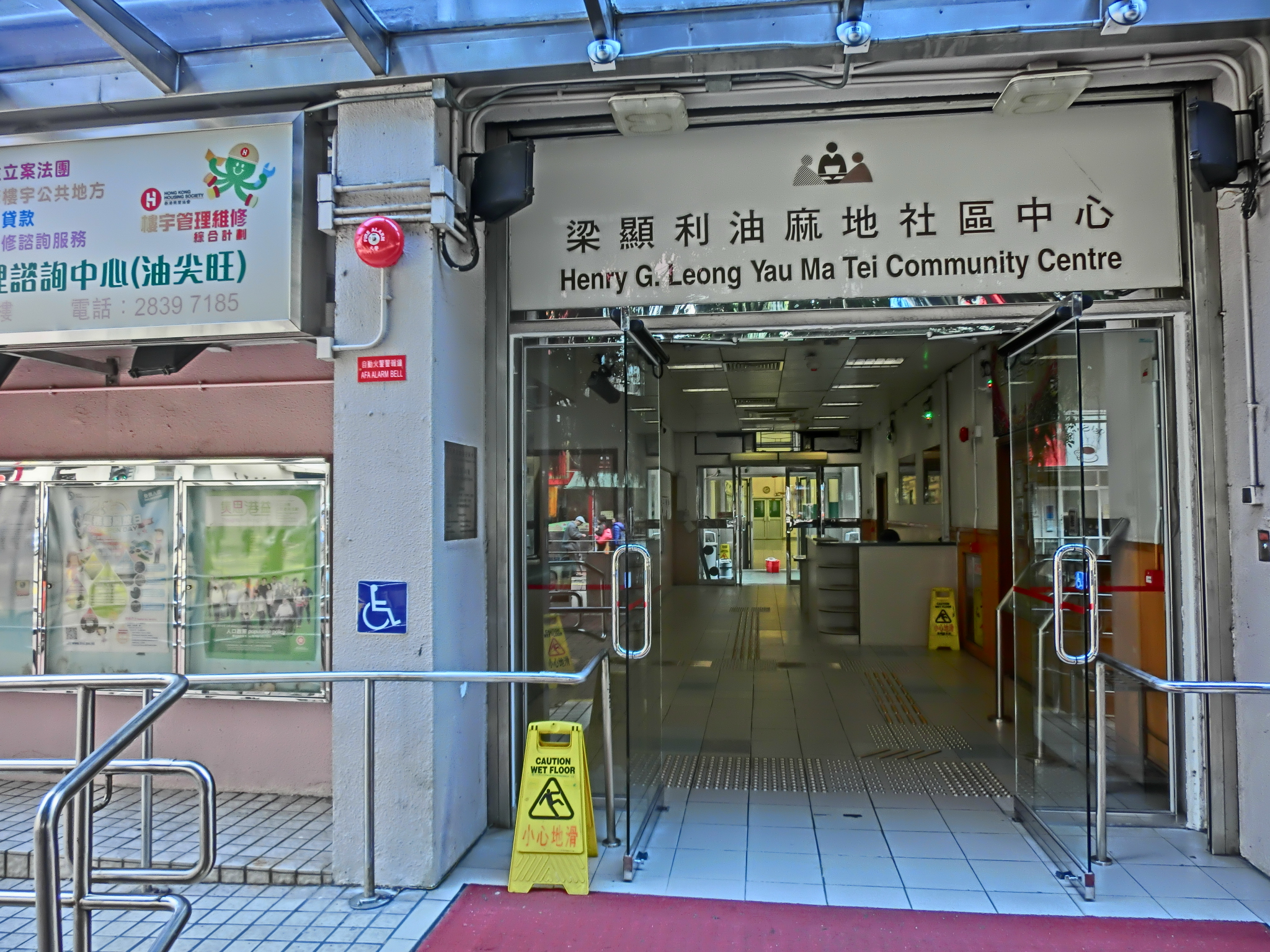
眾坊街正門入口

梁顯利油麻地社區中心（英語：Henry G. Leong Yaumatei Community Centre），是香港一個社區會堂，位於油麻地眾坊街60號，鄰近甘肅街玉器市場、上海街油麻地停車場大廈及帝豪海景酒店等，社區中心所在地的前身建築物先後為第一代油麻地警署及九龍巡理府所使用。2019年冠狀病毒病疫情期間曾經是社區檢測中心。

## 命名及設施
該社區中心以香港富商梁顯利命名，由梁氏家族出資800萬港元以承擔大樓三份之二的建築費用，餘款則由香港政府負責。社區中心於1981年5月15日由香港總督麥理浩主持奠基典禮。梁顯利社區中心是一座7層高的多層大廈，內設禮堂、多用途活動室、社工辦公室及戶外多用途球場等。

## 臨時收容中心
梁顯利社區中心常被用作臨時收容中心，是民政事務總署在香港18區合共69個臨時庇護中心之一，同時亦擔當臨時避寒中心及夜間臨時避暑中心的任務。例子如下：
- 在香港嚴寒時，梁顯利社區中心開放的臨時避寒中心，不時被傳媒關注有多少露宿者入住。
- 漢普頓酒店倒閉事件，酒店被執達吏查封後，住客被逼離開，當局安排沒有居所的住客入住梁顯利油麻地社區中心。事後，時任政務司司長的唐英年在立法會公開稱梁顯利中心為露宿者中心。
- 馬頭圍道唐樓倒塌事故後，民政事務總署為塌樓災民安排入住聖公會聖匠堂社區中心和梁顯利油麻地社區中心。
- 2011年花園街排檔大火

## 鄰近
- 廟街
- 油蔴地公共圖書館
- 油麻地警署
- 新填地街
- 油麻地天后廟
- 榕樹頭

## 資料來源
1. ↑  . 工商日報第六頁. 1981年5月16日.（繁體中文）